# Giōrgos Tofas
Giōrgos Tofas (in greco: Γιώργος Τόφας; Larnaca, 17 giugno 1989) è un calciatore cipriota, centrocampista o attaccante del Rigas Fereos.

## Carriera
Con la Nazionale cipriota Under-21 ha preso parte ad alcune partite di qualificazione agli Europei di categoria.